# 지지정당 없음
지지정당 없음(일본어: 支持政党なし 시지세토나시[*])은 일본의 정치 단체이다.

## 개요
2013년 7월 창당하였다. 제45회 중의원 의원 총선거 (2009년)에 신당본질에서 비례 대표 구에서 출마한 이후에도 제22회 참의원 의원 통상 선거 (2010년), 제46회 중의원 의원 총선거 (2012년)에 각각 선거 구에 출마 한 사노 히데미쓰에 의해 결성되어 제47회 중의원 의원 총선거 (2014년)에 비례 대표 구에서 출마하였다. 이른바 무소속으로 불리는 특정 정당의 지지가 없는 유권자가 늘고있다. 이 단체는 당 (단체)로서의 정책을 가지지 않고, 의회의 각종 의안 · 법안을 하나씩 인터넷 등을 통해 유권자들에게 그 의결에 참여함으로써 "유권자 개개인의 의견을 바탕으로 하고 사자로서 의결권을 단순히 행사한다."며 당으로 정책을 가지지 않고 선거 운동에 종사하고 있다.

## 같이 보기
- 뽑을 만한 후보가 없다! - 영국의 정당